# Жужа Конц
Жужа Конц (мађ. Koncz Zsuzsa; Пељ, 7. март 1946) је мађарска певачица забавне музике, шлагера и поп музике. Током 1970-их градила је каријеру у Источној Немачкој под именима Шуша Конц и Јана Конц. Наступала је у Јапану, Мексику, Израелу, Куби, САД, Канади, Аустрији, Чехословачкој, Румунији и Југославији.
Била је певач групама Омега, Илеш и Фонограф. Године 1983. појавио се њен највећи хит, Девојка са села (Karpathyek Lanya), песма која је била посвећена револуционарним догађајима 1956.
За свој рад добила је више мађарских ордена и орден француске Легије части.

## Одабрана дискографија
- (1969)
- (1970)
- (1971)
- (1972)
- (1973)
- (1975)
- (2005)
- (Највећи успеси - Немачка, 2007)